# Charles Gabriel François de Laurencin
Le comte Charles Gabriel François de Laurencin est un homme politique français né le 6 octobre 1756 à Courtesoult (Haute-Saône) et décédé le 25 novembre 1846 à Sens (Yonne). il est chevalier de Malte et chevalier de Saint-Louis.

## Biographie
Lieutenant-colonel des dragons en retraite, il est maire de Sens et député de l'Yonne de 1815 à 1816, siégeant dans la majorité de la Chambre introuvable.
Sa tombe se trouve au cimetière de Sens.

## Sources
- « Charles Gabriel François de Laurencin », dans Adolphe Robert et Gaston Cougny, Dictionnaire des parlementaires français, Edgar Bourloton, 1889-1891 [détail de l’édition]